# Ferrer Dertônio
Ferrer Dertônio (* 18. März 1897 oder 6. Februar 1913 in Minas Gerais; † 23. Januar 1948 in São Paulo) war ein brasilianischer Radrennfahrer.

## Sportliche Laufbahn
Dertônio war Teilnehmer der Olympischen Sommerspiele 1936 in Berlin. Im olympischen Straßenrennen schied er beim Sieg von Robert Charpentier aus.
Das brasilianische Team mit Hermógenes Netto, José Magnani und Ferrer Dertônio kam nicht in die Mannschaftswertung des Straßenrennens.